# المعاهدة الإنجليزية الإيطالية 1920

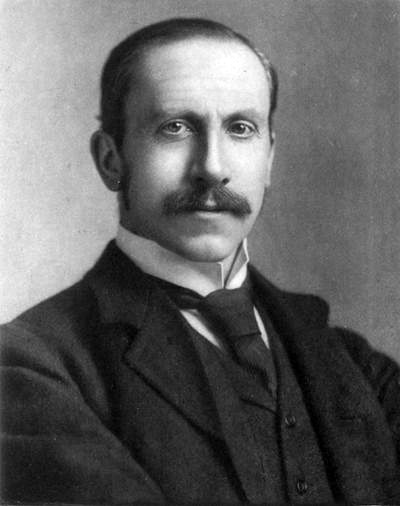
الفايكونت ملنر وزير المستعمرات البريطاني.

اتفاق ملنر Milner-Scialoja agreement أو المعاهدة الإنجليزية البريطانية-الإيطالية، هو مذكرتين متبادلتين في 10-13 أبريل 1920 بين وزير المستعمرات البريطاني الفايكونت ملنر ووزير الخارجية الإيطالي فيتوريو شالويا Vittorio Scialoja. وقد وافقت إيطاليا في المذكرة الأولي علي أن تكون نقطة بداية الحد الشمالي من حدود مصر-برقة غرب السلوم بمسافة عشرة كيلومترات واعتبار المنطقة التي يحتويها خط الحدود مناسبة تماما طالما دخلت جغبوب ضمن الأراضي الإيطالية، بينما تضمنت الثانية قبول الجانب البريطاني بما جاء في المذكرة الإيطالية.

## التاريخ

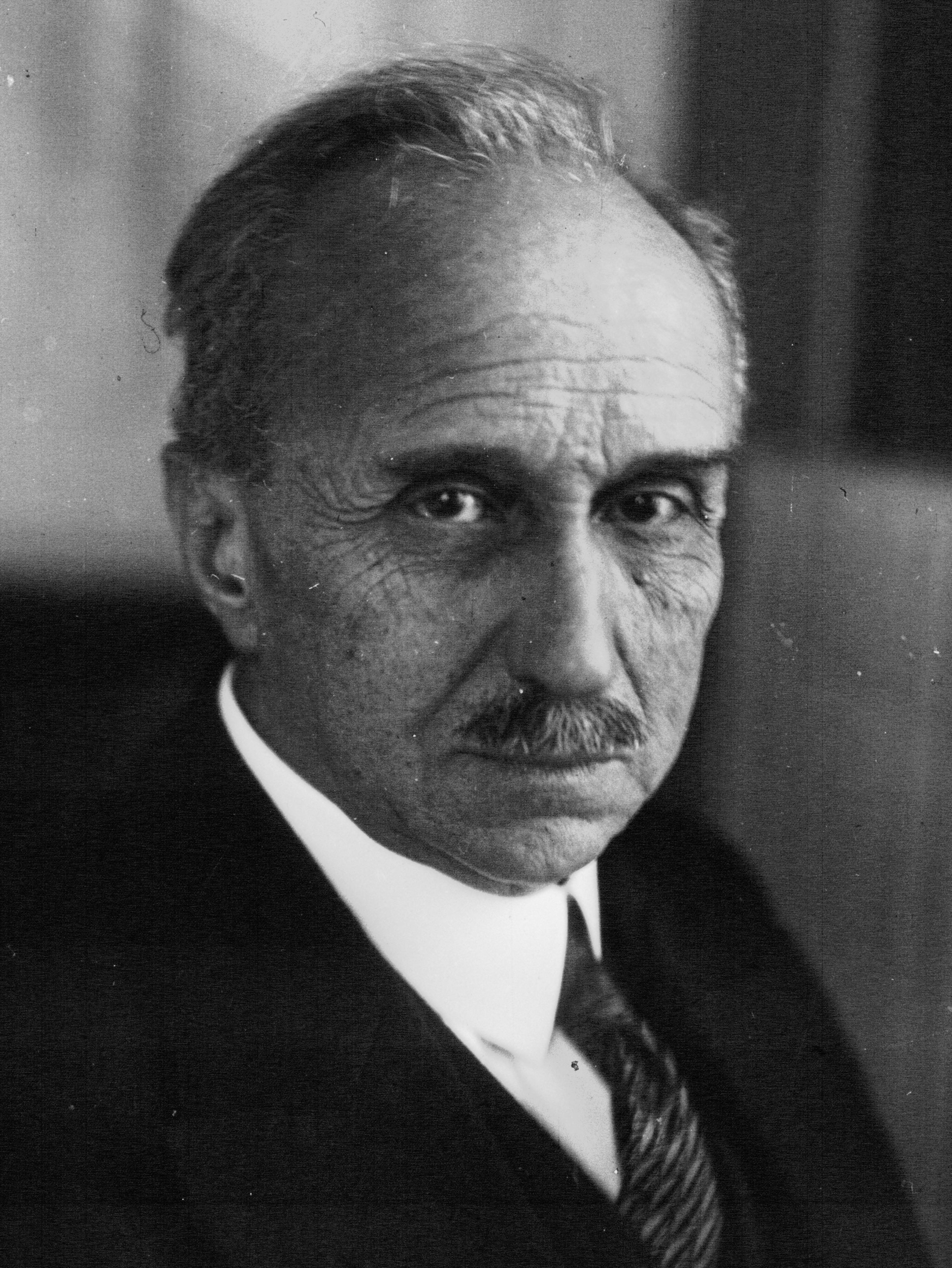
وزير الخارجية الإيطالي فيتوريو شالويا.

كانت مصر خلال الربع الأول من القرن العشرين موضوعا لأكثر من صفقة استعمارية، لعل أشهرها ما جري عام 1904 وعرف بالوفاق الودي المعقود بين بريطانيا وفرنسا، والذي وافقت فيه الأخيرة علي ألا تعرقل عمل الأولي في البلاد مقابل ضمانات محددة في مصر أو في المغرب، وحدث نفس الأمر تقريبا في مؤتمر الصلح في باريس حين نجحت حكومة لندن من خلال عدد من الصفقات الصغيرة في الحصول علي اعتراف الدول بالحماية البريطانية علي مصر.
صحيح أن ثورة 1919 قد أفسدت تلك الصفقات بعد أن اضطر البريطانيون إلي الاعتراف بأن الحماية لم تعد علاقة تراضي بين الطرفين عام 1921، ثم ما لبثوا أن قبلوا بإلغائها في تصريح 28 فبراير من العام التالي، غير أنه ظل من بينها الصفقة التي لم يتمكنوا، أو يرغبوا في التراجع عنها، وكان ضحيتها واحة جغبوب الليبية.
موضوع الصفقة صيغ في مناسبتين؛ أولهما ما تضمنته المادة الثالثة عشرة من اتفاقية لندن المبرمة عام 1915، والتي وافقت إيطاليا بمقتضاها علي دخول الحرب في صفوف الحلفاء، فقد قضت بأنه بعد الانتصار علي دول الوسط، وإعمالا لمبدأ تبادل المنافع الاستعمارية بين إنجلترا وفرنسا علي حساب ألمانيا، يكون لإيطاليا الحق في تعديل حدود مستعمراتها في كل من برقة والصومال، وبالنسبة للمستعمرة الأولي كان مفهوما أن يتم ذلك علي حساب جارتها الشرقية، أي مصر.

## المعاهدة الإنجليزية الإيطالية
المناسبة الثانية كانت فيما عرف باتفاق المعاهدة الإنجليزية الإيطالي والذي جاء علي شكل مذكرتين متبادلتين يومي 10 و13 أبريل عام 1920، بين وزير المستعمرات البريطاني ووزير الخارجية الإيطالي، وقد وافقت إيطاليا في المذكرة الأولي علي أن تكون نقطة بداية الحد الشمالي من حدود مصر-برقة غرب السلوم بمسافة عشرة كيلومترات واعتبار المنطقة التي يحتويها خط الحدود مناسبة تماما طالما دخلت جغبوب ضمن الأراضي الإيطالية، بينما تضمنت الثانية قبول الجانب البريطاني بما جاء في المذكرة الإيطالية.
والمعلوم أن الجذور التاريخية لهذا الاتفاق بدأت خلال الحرب الإيطالية- التركية حول ليبيا (1911-1912)، حين أعلن الإيطاليون حصار سواحل الأخيرة حتي خط 27 شرقا مما أدخل خليج السلوم في منطقة الحصار، الأمر الذي دفع الإنجليز إلي الاحتجاج باسم مصر، فتم رفع الحصار ودخل الجنود المصريون الميناء الهام. ثم تحصن 15,000 من أنصار السنوسي في السلوم في مايو 1915، فحاصرهم الجيشان البريطاني والإيطالي حتى طردوهم من السوم.
( معركة السوم)

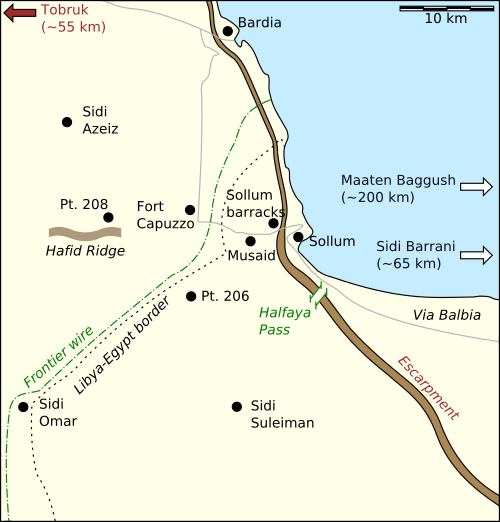
خريطة توضح موقع "السلك الحدودي" الذي أقامه الإيطاليون في شتاء 1932، بالقرب من حصن كابوزو

في عدد جريدة الأهرام الصادر يوم الاثنين، 6 أبريل عام 1925 كتب أحد القراء واسمه لطفي المندراوي بأن الجيوش البريطانية علي حدود مصر الغربية إبان الحرب العظمي، مقالا يبين فيه أهمية السلوم. فوصفها بأنها ذات مناعة طبيعية ففي إمكان أية قوة صغيرة مسلحة أسلحة حديثة أن تقاوم جيشا جرارا وأسطولا حربيا، وذلك لعدة أسباب أهمها إشرافها علي صحراء برقة وعلي ميناء السلوم مباشرة، فيستحيل علي أية بارجة الدخول إلي الميناء أو الاقتراب من الساحل إلا إذا عرضت نفسها للبوار والدمار. وقلعة السلوم مرتفعة ارتفاعا كافيا ومشيدة علي قمة جبل السلوم والقلعة غير ظاهرة تماما لمرأي الأساطيل الحربية فإذا حاولت إحداها إصابة المرمي منها فقد يمكن أن تصيب الجزء الأعلي منها وليس هذا بالأمر الهين، فضلا عن ذلك فقد أشارت الوثائق لأهمية السلوم ذات المياه العميقة كقاعدة للأسطول البريطاني.
وعلي ضوء هذه الحقائق التي ساقها لنا الباشمترجم المصري الذي خدم في تلك الجهات يكون مفهوما أسباب تمسك بريطانيا، صاحبة المصالح البحرية الكبيرة، بهذا الميناء، وأكثر من ذلك أسباب حرصها علي أن يتوفر له الظهير اللازم غربا بأن يبدأ الحد الفاصل مع برقة علي بعد عشرة كيلومترات في هذا الاتجاه، ويكون مفهوما أيضا الأسباب التي دعتها إلي قبول عقد الصفقة التي تحصل إيطاليا بمقتضاها علي واحة جغبوب بعد قبولها بنقطة البدء الشمالية.

## المقاومة في ليبيا
فعلي امتداد الفترة بين عامي 1912، بعد أن تم إخراج تركيا من المعادلة الليبية، وعام 1920 ظل هؤلاء يلقون المتاعب في سعيهم لمد سيطرتهم إلي الداخل، الأمر الذي عبرت عنه جريدة الديلي تلغراف اللندنية بقولها أن حكومة روما تعلم أن عددا كبيرا من السنوسيين يعيشون ما وراء الحدود المصرية وأنها تشك في أن هؤلاء لا بد لهم من الذهاب إلي جغبوب التي هي مكان مقدس يتلقون فيه الدروس الدينية وأن الذين يرتكبون لجرائم من السنوسيين (كذا) يجدون في الغالب ملجأ أمينا في جغبوب. وقدر الإيطاليون عدد البنادق التي يتم تهريبها إلي جغبوب بأكثر من ثلاثة آلاف شهريا، وقد تذرعوا بهذه الأسباب السياسية والعسكرية بالإضافة إلي كون جغبوب تقع علي طريق القوافل التجارية.
وقد ظلت البلاغات العسكرية التي تصدرها حكومة روما تكشف عن تلك الحقيقة، كان آخرها البيان الذي أصدرته في 13 فبراير عام 1925، وكان مما جاء فيه أنه قد جرت أعمال حربية عظيمة الأهمية في جنوب برقة بين يومي 2 و9 أفضت إلي تدمير ستة عشر معسكرا للسنوسييين في خلال تسع معارك شديدة، وفقد السنوسيون مائتي قتيل وغنم الإيطاليون 14 ألفا من الخراف وأكثر من أربعمائة جمل، وقتل من الإيطاليين جندي واحد وجرح عشرة!.
غير أنه يبقي علي الجانب الآخر محاولة التهوين المصرية من قيمة الواحة للإيطاليين، وهو ما نتبينه من مقال طويل نشرته الأهرام جاء فيه أن جغبوب تبعد مئات الأميال عن الساحل ويصرف راكب الجمل 45 يوما في صحراء محرقة مجدبة ظامئة قبل الوصول إليها. وليست معسكرا وليس في الموقع مزرعة أو ما يكفي المئات من الناس من المأكل والمشرب، إذ لا يزيد عدد سكانها عن المائة والخمسين، وإنما هي واحة صغيرة نزل فيها السنوسي الكبير ابتعادا عن الناس وانزواء عن الجلبة والصخب فالتف حوله بعض الطلاب والمريدين الذين كانوا يتناولون رزقهم من الواحات المصرية، ولما كان الرجل معلما صالحا تقيا بنت له الحكومة المصرية في عهد الخديوي توفيق قبة وجامعا وتكية وأرسلت بعض المهندسين فاستخرجوا الماء ليستقي منها القليلون باعتبار هذه الواحة الصغيرة مصرية، والذين ينزلون فيها مصريون!
وبينما كان لإيطاليا أسبابها في المطالبة بسرعة تنفيذ الصفقة، فقد كان للطرف الآخر أسبابه في العمل علي إبطالها، خاصة بعد ما شهدته مصر من متغيرات كان أظهرها تغير طبيعة هذا الطرف، فبينما كانت بريطانيا تتحدث باسم مصر وقت عقد اتفاق ملنر-شالويا عام 1920، علي اعتبارها الدولة الحامية، فإنه بعد 1922 واعتراف حكومة لندن بقيام المملكة المصرية لم تعد كذلك!
علي أي الأحوال فقد ترتب علي الأقل علي تلك التغييرات الجذرية تأخير وضع الصفقة موضع التنفيذ خلال السنوات الخمس التالية، ففي ظروف احتدام الثورة المصرية لم يعد ممكنا للإنجليز الإقدام علي مثل هذه الخطوة التي تزيد الأمور التهابا ثم حتي بعد اعترافهم باستقلال مصر بمقتضي تصريح 28 فبراير، فقد استمهل الإنجليز الإيطاليين، مما تضمنته المذكرة التي وجهتها وزارة الخارجية إلي السفير الإيطالي في لندن وجاء فيها أن إلغاء الحماية علي مصر قد أدي إلي تبديل الوضع تماما، وأنه لم يعد بإمكان الحكومة البريطانية الاستمرار في التفاوض مع الحكومة الإيطالية دون اشتراك وزارة الخارجية المصرية ودون تعاون الحكومة المصرية، وقد ألقت حكومة لندن بذلك الكرة في ملعب القاهرة، وأخذت تراقب عن كثب ما سوف يحدث!

## انتهاز فرصة الثورة المصرية 1919
تصور الإيطاليون أن الفرصة سانحة بعد تولي وزارة الشعب برئاسة سعد زغلول الحكم في مصر، وتكشف الوثائق السرية البريطانية عن أنه خلال توقف سعد زغلول في باريس في صيف عام 1924، بعد عودته من مفاوضاته الفاشلة مع رئيس الوزراء البريطاني، المستر رمزي مكدونالد، فاتحه السفير الإيطالي في العاصمة الفرنسية في الموضوع، وحصل منه علي وعد بأنه بعد عودته إلي مصر سيقوم بدراسة المسألة ويفتح باب المفاوضات، غير أن سقوط الوزارة الزغلولية في نوفمبر من ذلك العام بعد سلسلة من الأزمات مع القصر والإنجليز لم يهيئ الجو المناسب لأية اتصالات بين الجانبين في هذا الشأن.
وبدأت الضغوط الإيطالية تتزايد بعد تولي وزارة زيور باشا الحكم، ولأكثر من سبب، فمن ناحية أغري ضعف هذه الوزارة الإيطاليين علي تصعيد مطالبتهم بوضع ترتيب ملنر- شالويا موضع التنفيذ، ومن ناحية أخرى أن حكومة روما، وكانت تعلم أن زيور لم يكن سوي مجرد ألعوبة في يد الملك فؤاد، قد عولت كثيرا علي العلاقة الخاصة التي ربطت بين هذا الملك وبين إيطاليا التي تلقي تعليمه فيها، وكان الإيطاليون مخطئين في تقديراتهم، الأمر الذي دعا الحكومة الفاشستية إلي تفجير الموقف.

## حصار السلوم
فبدءا من 10 فبراير عام 1925 أخذت الأخبار تتوالي عن دخول القوات االإيطالية الأراضي المصرية. إلي مكان يسمي «الشقة» يقع في ثلث المسافة بين السلوم وجغبوب ويبعد كثيرا داخل حدودنا، في نفس الوقت تقدم وزير إيطاليا المفوض في القاهرة بطلب إلي وزير الخارجية المصري للاعتراف بطليانية واحة جغبوب، ورد الوزير المصري علي ذلك، ولم يكن سوي زيور باشا رئيس الوزراء، بأن جغبوب داخلة في الحدود المصرية، كما أبلغ الوزير المفوض المصري في روما رئيس الوزراء الإيطالي بنفس الجواب.
تبع الإيطاليون ذلك بأن طالب وزيرهم المفوض في القاهرة دار المندوب السامي بأن تقدم الحكومة المصرية تعهدا كتابيا بأن جغبوب تابعة لإيطاليا، غير أن زيور ورفاقه، الذين كانوا يعلمون ما يمكن أن يترتب علي هذا التعهد من انهيار وزارتهم الضعيفة أصلا، ردوا برفض الاعتراف بأن اتفاقية ملنر-شالويا ترتب أي حقوق إيطالية في الأراضي المصرية.
تكفلت الأهرام بشرح وجهة نظر حكومة القاهرة في عددها الصادر يوم 20 فبراير عام 1925 فذكرت أن إيطاليا حتي لو كانت قد ورثت حكومة تركيا في طرابلس الغرب فما كان لتركيا صار لها وما لم يكن لتركيا لا حق لها فيه، ثم تبعت ذلك بالقول أنه لم يكن بين تركيا ومصر حدود اسما وإنما كان هناك حدود بالفعل كانوا يطلقون عليها كلمة( خط الامتياز)، وهو الحد الفاصل بين دولة وأخرى، ولهذا الخط خريطة معروفة في سجلات الأستانة، وأن جغبوب تقع ضمن الأراضي المصرية بمقتضي هذا الخط.
بالمقابل شنت الصحف الإيطالية، علي رأسها جريدة إيبوكا، حملة مفادها أن واحة جغبوب لم تكن تابعة لمصر في زمن من الأزمان لا اسما ولا فعلا، ومع ذلك تطالب بها مصر التي أخذتها نشوة الاستقلال دون أن يكون لديها حجة حقيقية تؤيد حقها.
ولم تقف دار المندوب السامي مكتوفة اليدين إزاء هذا التصاعد، حيث أبلغت الوزير الإيطالي المفوض في القاهرة رفضها لتقديم الحكومة المصرية للتعهد السري المطلوب، وطالبته باتباع سياسة التهدئة إلي حين الانتهاء من الانتخابات الوشيكة التي كانت تخوضها الحكومة الزيورية بكل قواها ضد الوفد، وقد جاء الرد علي شكل خطاب شخصي من موسوليني نفسه لوزير الخارجية البريطانية مضمونه أن بلاده تكبدت تضحيات جسيمة في سعيها لإشاعة الأمن في برقة، وهو ما لن يتم إقراره دون السيطرة علي جغبوب المركز الرئيسي للدعوة السنوسية، وإن أعرب الدوتشي عن حسن النية تجاه المطلب البريطاني بقول إرجاء الأمر برمته إلي ما بعد الانتخابات.
ردت الحكومة البريطانية التحية بأحسن منها حين أبلغت روما بأنه في حالة تصلب الموقف المصري بعدئذ فإنها لن تعمل التحفظ الذي جاء في تصريح 28 فبراير والقاضي بحماية الأراضي المصرية من أي عدوان خارجي، في نفس الوقت وجهت دار المندوب السامي، وبناء علي تعليمات الخارجية البريطانية، ما يشبه الإنذار لزيور مطالبة إياه بإنهاء مسألة جغبوب بأسرع ما يمكن، وأنه من الأفضل أن يتم ذلك برضاء الحكومة المصرية بدلا من أن يسويها الإيطاليون دون أن نتمكن من تقديم أي عون لمصر!
ووقعت حكومة زيور باشا بذلك بين مطرقة ضغوط بريطانيا وإيطاليا، طرفي الصفقة، وسندان الرأي العام المصري الذي عبرت عنه الأهرام وسائر الصحف بالرفض المطلق لفكرة تسليم جغبوب المصرية للسلطات الإيطالية في برقة.
لعل ذلك ما دعا جريدتنا إلي أن تستكتب بعض من كان له خبرة بشئون الصحراء الغربية.. اسم أول هؤلاء: محمد إبراهيم لطفي المصري، العمل: يوزباشي كاتب طابور بالحكومة السنوسية سابقا، المقال: السعي للتأكيد علي المطامع الإيطالية في المنطقة، وقد ارتكز في ذلك علي حجتين:
الأولي: التنبيه إلي أن تلك المطامع قد بدأت منذ سعيها لانتزاع برقة وطرابلس من أيدي الأتراك وأنها احتلت ثغر طرابلس في الجهة الغربية وبنغازي وطبرق ودرنة في الجهة الشرقية المجاورة لمصر ثم اقتربت من الحدود وجعلت تطلق قذائف مدرعاتها علي ثغري دقنة والمريسة القريبين جدا من الحدود المصرية، ولولا مناعة هذه الثغور الطبيعية لكانت إيطاليا صرفت كل همها إليها حتي تمسك حبل الطمع من الطرفين.
الثاني: التذكير بالمحاولة الإيطالية التي جرت عام 1914 بمساومة الخديوي عباس علي شراء سكة حديد مريوط، التي كان يمتلكها، وأنها أبدت استعدادها لدفع ثمن باهظ لقاء ذلك لكن الصحف المصرية اهتمت بالموضوع وأظهرت أن الخديوي لا يملك إلا القضبان والقاطرات، أما الأرض التي تسير عليها فهي ملك الحكومة.. ووجد الخديوي السابق حرج المركز فأقلع نهائيا عن البيع.
نشرت الأهرام في نفس الوقت خبرا ذا دلالة يوم 10 إبريل جاء فيه أن الأخصائيين الذين استشارتهم الحكومة المصرية في مشكلة الحدود الغربية أجمعوا علي عدم التفريط في شبر من الأراضي المصرية التي قررت اللجنة العسكرية المصرية المنتدبة في صيف عام 1922 لمعاينة الحدود الغربية ضرورة الاحتفاظ بها لأسباب عسكرية فنية، لكن يبدو أن المطرقة كانت أقوي من السندان!

## الصفقة
بعد أن ظهرت نتيجة انتخابات مارس عام 1925 التي كشفت عن حصول الوفد علي الأغلبية، وما استتبعها من حل البرلمان مرة أخرى، لم يعد للبريطانيين ما يتذرعون به لعدم وضع صفقة ملنر-شالويا موضع التنفيذ، وعلي الرغم مما عرف عن وزارة زيور أنها كانت حكومة التفريط، فإنه من الإنصاف أن نذكر هنا أنها قد اتبعت كل وسائل التسويف.. لعل وعسي!
فبعد أن ضغطت دار المندوب السامي علي الوزارة المصرية للبدء في التفاوض حول الموضوع، وبعد أن وافق زيور علي ذلك المطلب بدأ الممثلون الإيطاليون في القاهرة بالاتصال بالحكومة المصرية في 31 مارس، غير أنها استمهلتهم إلي حين إرسال لجنة إلي الحدود الغربية لتضع تقريرا عن جوانب الموضوع العسكرية، ولما كان قد سبق إرسال لجنة لذات الغرض عام 1922، فقد اعتبر الإيطاليون ذلك لوناً من إضاعة الوقت.
بالفعل نجحت الحكومة المصرية في كسب نحو شهرين، فقد عادت اللجنة في 5 مايو، وانتهي الوزراء من دراسة التقرير الذي أعدته بعد أسبوعين آخرين، وبدأ أول اتصال بين الطرفين.
وكان أول القصيدة كفر، من وجهة النظر الإيطالية، فبعد أن عولوا كثيرا علي نجاح الضغوط البريطانية بدفع الحكومة المصرية علي الموافقة علي الصفقة، فاجأتهم تلك الحكومة، برد جاء فيه أنها لا تعلم بأمر اتفاق ملنر-شالويا، وكل ما علمته من قبل أنه دارت مقدمات لمفاوضات سياسية بين الرجلين بشأن حدود مصر الغربية يوم أن كانت مصر تحت الحماية البريطانية.. وكل ما تعرفه الحكومة المصرية عن هذا المشروع هو أن الحكومة الإنجليزية طلبت رأيها عنه ولم تقدم حكومة القاهرة ردا!
وفي يوم السبت 23 مايو نشرت الأهرام تصريحا للسنيور موسوليني لا يقبل التأويل ومفاده أن الحكومة الإيطالية قد أصرت غير مرة من قبل علي وجوب إدخال واحة جغبوب ضمن حدود برقة، وأنها تعد عدتها للدخول في المفاوضات الحاسمة التي تنهي هذه المشكلة بالطرق السياسية.
بعد أقل من شهرين، وفي يوم 8 يوليو علي وجه التحديد، وتحت الضغوط البريطانية المتواصلة وافق مجلس الوزراء المصري علي تكليف إسماعيل صدقي، وزير الداخلية، برئاسة لجنة المفاوضات لما هو معروف عنه من قدرة علي المراوغة.
وفعلا بدأ نمر السياسة المصرية، كما أسمته إحدي الكاتبات، فاصلا من المراوغات، كان منها زيارته إلي روما في منتصف أغسطس ومقابلته لموسوليني، ليصرح بعدها لمراسل جريدة التربيونا بأن لجنة ستؤلف من مصريين وإيطاليين لبحث موضوع الحدود بين مصر وبرقة في النصف الثاني من أكتوبر، أي بعد نحو شهرين، والسبب: العطلة الصيفية!
وبدأت المفاوضات فعلا في الموعد المتفق عليه والتي قدمت الدكتورة فاطمة علم الدين عبد الواحد في كتابها حدود مصر الغربية كثيرا من تفصيلاتها نقلا عن الوثائق السرية البريطانية، ويتأكد منها أن صدقي باشا لم يكن نمرا فقط بل كان ثعلبا أيضا!
فقد تقدم السياسي المحنك، بعد أن وجد ألا مندوحة من الموافقة علي اتفاق ملنر-شالويا، بمجموعة من الطلبات. زحزحة الخط الذي قبلته بريطانيا سبعة كيلومترات إلي الغرب، وأن تكون الأماكن المخصصة لإقامة الشعائر الدينية حرما مصونا لا يدخلها الإيطاليون بأية صورة، وأن يكون للمسلمين من مصر أو طرابلس الحرية التامة في الرواح والغدو للمقام الكائن في الواحة، حجاجا أو تجارا، وأخيرا ضمان سلامة الحدود المصرية من الغارات التي يمكن أن يشنها البدو الموجودين في جغبوب.
وبينما لم يقبل الجانب الإيطالي بالمطلب الأول فقد قبل بالمطلبين الآخرين، وهو ما قبله زيور باشا أيضا تحت الضغوط البريطانية، علي العكس من صدقي الذي رفض أن يضع توقيعه علي الاتفاق بهذا الشكل.
وفي صباح يوم الأحد 6 ديسمبر 1925 اجتمع رئيس الوزراء، بكبار رجال الخارجية، ثم بالوزراء، ثم نزل متجها إلي القصر الملكي ليعود في الخامسة، وقبل الثامنة بخمس دقائق وصل المندوب الإيطالي نگريتو كامبيازو، وبعدها بثمان دقائق وصل زيور بعد أن ارتدي الردنجوت(!), وبعد مراجعة الصورتين المعدتين من المعاهدة، وفي الثامنة والعشرين دقيقة وقع الطرفان، دخل عليهما بعدها السكرتير الأول لدار المندوب السامي، وبعد أن اطمأن إلي سير الأمور، خرج لإبلاغ المندوب السامي أن كل شيء قد سار علي النحو المخطط له، وأن الصفقة تم إبرامها علي خير.

## رفض شعبي للمعاهدة
غير أن الارتياح الذي ساد في قصر الدوبارة قابلته عاصفة في الشارع السياسي المصري الذي استشعر بمغبة التسليم بالصفقة الاستعمارية، وهو ما عبرت عنها الأهرام من خلال نشرها لمقالات عديدين من المحتجين.
فتحت عنوان حول واحة جغبوب نشر عبد الرحمن عزام، الأمين الأول للجامعة العربية فيما بعد وصديق السنوسيين، مقالة طويلة أنهاها بقوله:
| المعاهدة الإنجليزية الإيطالية 1920 | لقد تلاشي مع تلاشي جغبوب من خريطة المملكة المصرية الأمن والسلام، فنحن اليوم أحوج ما نكون لمعونة الإنجليز، هل يفهم المصريون هذا؟ وهل يقصد الساسة البريطانيون ذلك؟ ثم ألم تنقذ الوزارة ما يمكن إنقاذه؟ لقد آن لهذه الأمة أن تستفيق! | المعاهدة الإنجليزية الإيطالية 1920 |

وتحت عنوان الأمة والوزارة المصرية- التنازل عن واحة جغبوب كتب أحد النواب الوفديين، واسمه محمد شوقي الخطيب، نائب السنطة، مؤكدا علي بطلان الاتفاق وأنه لا يحرم الواحة من مصريتها فستبقي مصرية دينا وأخلاقا وطبيعة. وإذا فصلتها القوة عن مصر فأرواح ساكنيها متصلة بها، وسيأتي يوم ويدور الزمن دورته فيعود المستعمرون إلي عقر دارهم وتتمتع الأمم المغلوبة علي أمرها بحريتها واستقلالها.
وتحت عنوان المرحومة جغبوب قدم الكاتب خفيف الظل، الأستاذ فكري أباظة، مرثية جاء فيها:
وداعا جغبوب.
وداعا وديعة الإسلام في يدي مصر المسلمة.
وداعا نقطة الإيصال بين الجيران والإخوان.
وداعا ملتقي الزوار والحجاج.
سلام علي روحك الطاهرة وألف سلام!
وبينما كانت تموج الصحف بمثل هذه الكتابات كان الشارع المصري يموج بمظاهرات الطلبة احتجاجا علي الاتفاقية. طلبة المعلمين العليا ودار العلوم والتجارة المتوسطة والسعيدية والجيزة الثانوية والأقباط الكبري والإسماعيلية والرشاد والفنون الجميلة خرجوا من مدارسهم في مظاهرات عارمة يهتفون فيها بسقوط الاتفاق، ولم تكن تلك المظاهرات آخر المطاف فقد ظل المصريون ينظرون لما جري يوم 6 ديسمبر عام 1925 باعتباره إجراء باطلاً.